# إل. س. كول
إل. س. كول (بالإنجليزية: L. C. Cole)‏ هو لاعب كرة قدم أمريكية أمريكي، ولد في 3 يناير 1956 في سبرينغفيلد في الولايات المتحدة.